# Rhabdophis plumbicolor
Rhabdophis plumbicolor es una especie de serpiente no venenosa de la familia Colubridae. Se encuentra en la península de la India y en Sri Lanka, especialmente en zonas de montaňa. Un espécimen de gran tamaño fue encontrado a una altitud de 1400 m, por William Ruxton Davison en los cerros Anaimalai.  También se encuentra en Bangladés, Myanmar y posiblemente en Pakistán.
Es generalmente muy dócil, mientras que si se siente amenazada, puede aplanar el cuello y levantar la cabeza como un cobra, o bien, puede aplanar el cuerpo entero. 
Se alimenta principalmente de sapos.

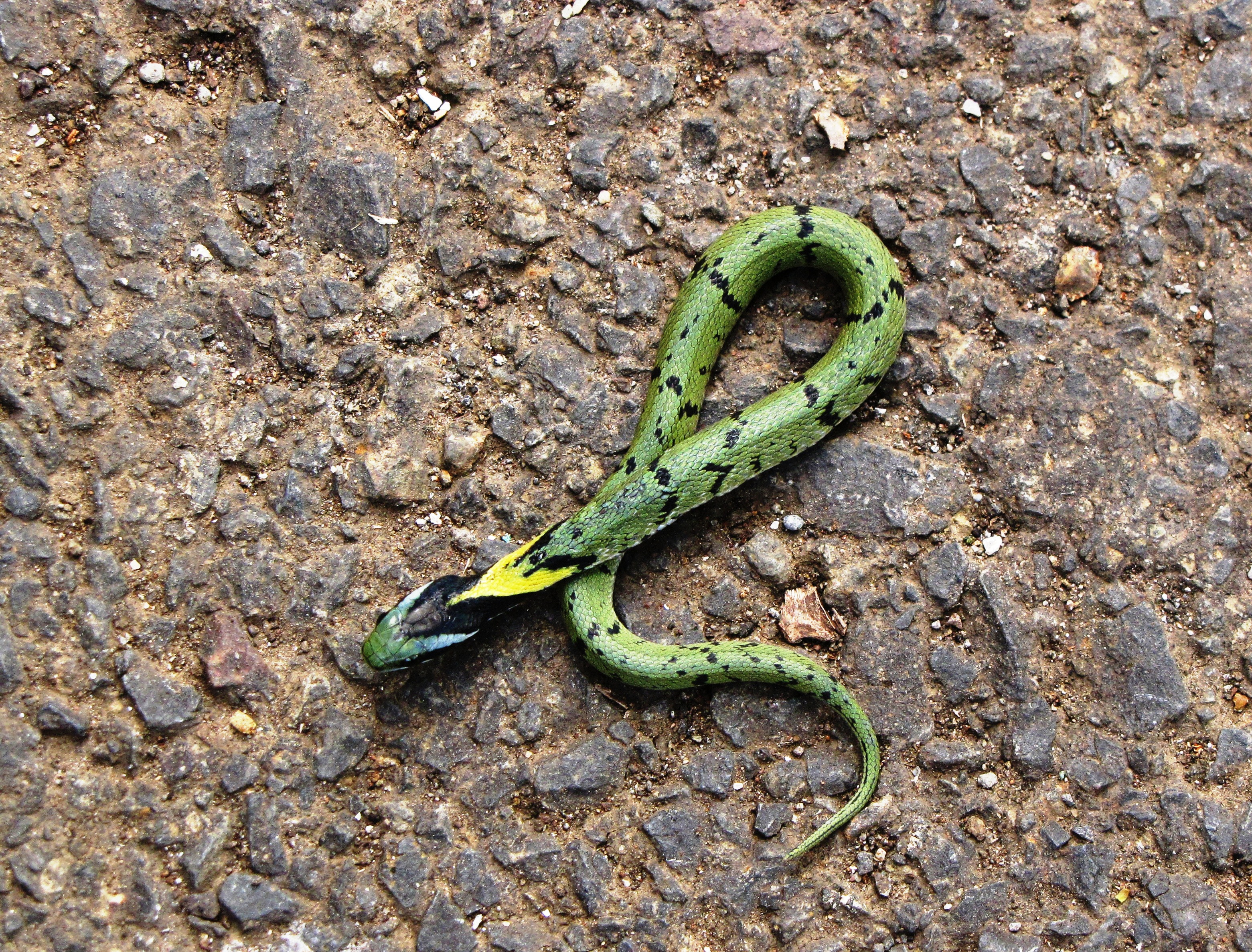
Juvenil en Pune, India.

## Descripción
Ver escamas de las serpientes para revisar la terminología utilizada
Mide aproximadamente 61 cm de longitud cuando ha alcanzado la madurez. Su coloración puede ser verde opaca en la parte superior, uniforme o con indicios de marcas negras. La estructura del cuerpo es robusta y similar a la de las víboras.
Los ojos son moderadamente grandes y la escama rostral es visible desde arriba. La sutura entre las escamas internasales es tan larga como aquella entre las escamas prefrontales o un poco más corta. La escama frontal puede llegar hasta el extremo del hocico o prolongarse un poco más, o también puede ser tan larga o un poco más corta que las escamas parietales. Las escamas loreales son tan largas como profundas aunque pueden llegar a ser más profundas que largas; a veces están en contacto con los ojos. Presenta dos escamas preoculares y tres o cuatro postoculares. Las escamas temporales van de 2 a 3 o 4 en número. Tienen 7 escamas en el labio superior (supralabiales) de las cuales la tercera y la cuarta se encuentran en contacto con el ojo. Cuentan con 4 o 5 escamas infralabiales que se encuentran en contacto con los escudos anteriores de la barbilla, los cuales son más cortos que los escudos posteriores de la barbilla. Las escamas dorsales están fuertemente quilladas, con 23 a 27 filas. Los escudos córneos ventrales van desde los 144 hasta los 160 en número y los escudos anales normalmente están divididos. Las escamas subcaudales van de 35 hasta 50 en número.
Los especímenes jóvenes muestran una marca negra de "V" invertida en el cuello, con el ápice hacia adelante, extendiéndose hasta el escudo o escama frontal. En seguida se presenta una segunda marca muy similar  pero mucho más pequeña. El espacio intermedio entre ambas marcas es de color amarillo brillante o naranja. Tiene además una franja negra que va desde el ojo hasta el ángulo de la boca, y manchas o barras cruzadas transversales más o menos regulares en el dorso y en la cola. El vientre es de color blanquecino, amarillento o plomizo, raramente con manchas oscuras.